# 外国為替市場
外国為替市場（がいこくかわせしじょう、英: foreign exchange market）とは、外国為替取引が行われる場の総称。外為市場（がいためしじょう）と略称することもある。

## 概要
広義に解釈すれば外国為替銀行としての対顧客市場も含まれるが、一般にはより狭義に為替銀行間取引が行われる場を指す。為替銀行の顧客には、商品の輸出入を行う貿易業者を中心に、運賃、保険料、利子・配当金、海外旅行費用などの経常的経済取引や、対外証券投資、対外直接投資、対外貸付け・借入れなど資本取引を行う者がある。外国貨幣の交換を行う両替商も為替銀行の顧客である。為替銀行は、こうした対顧客取引によって生じた外国為替の持高や資金の過不足を調整するため、相互に外国為替の売買を行う。この為替銀行間の取引を銀行間取引といい、その市場を銀行間市場（インターバンク市場）という。銀行間市場における取引には、外国為替ブローカー経由で行われるものと、為替銀行が相互に直接取引を行う直取引とがあるが、後者は相互に満足する出合いが限られるため、外国為替ブローカー経由取引が圧倒的に多い。銀行間取引は、一地域の市場内にとどまらず、広く他の地域あるいは外国の市場においても本支店または外国の取引銀行を通じて活発に行われる。銀行間市場には、政府・中央銀行も参加する。これは、特定の政策目的をもって為替相場に影響を与えるために行われ、この取引は為替介入と呼ばれる。
銀行間取引を大別すると、スポット取引（直物取引）、先物取引、スワップ取引に分かれる。スポット取引（直物取引）は、取引の対価の受渡しが原則として取引日の翌々営業日（2営業日目）に行われるものである。先物取引は、対価の受渡しが将来の特定日に行われる取引であるが、通常直物取引の受渡し日を基準にして1か月や6か月などの月単位で区切った確定日を受渡し日としている（順月確定日渡し条件）。スワップ取引は、直物取引とその反対方向の先物取引、または受渡し日が異なる相互に反対方向の二つの先物取引を同時に同額、同一の相手方と行うものである。
銀行間市場で成り立つ為替相場は、為替銀行の対顧客相場の基準となるが、貿易業者などはこの対顧客相場をいわば与件としてさまざまな対外取引を行い、そこから生じた外国為替の需給が再び銀行間相場に反映される。銀行間市場は、当事者が毎日特定の場所に集合して外国為替の売買を行う取引所がある場合（ドイツ、イタリア、フランスなど）と、電話・ファックス・電子的媒体（コンピューター回線など）で個々に行う取引を総合した抽象的な場を指す場合（ニューヨーク、ロンドン、東京など）に分かれる。取引所がある国々の銀行間市場でも、取引所取引以外の銀行間取引が活発に行われている。取引所取引で成立する為替相場は、通常為替銀行の小口の対顧客取引の基準相場となる。
このように、証券取引所のような具体的な取引所は存在せず、時間の経過とともに、取引の中心となる市場が移り変わっていくことから、「眠らない市場」とも呼ばれる。

## 世界での取引規模
国際決済銀行（BIS）は、2022年に1日当たりの外国為替の取引額の統計を公表している。国別では、1日当たりの為替取引が最も大きいのはイギリスであり、3兆7550億ドルと世界の38.1%を占めており、首都ロンドンが世界の為替取引をリードしていると言える。通貨別の1日当たり為替取引額ではアメリカドルが6兆6410億ドルであり、圧倒的な取引量を誇っている。上位10か国・10通貨は以下の通りである。
| 順位 | 国           | 取引額        | 世界シェア |
| ---- | ------------ | ------------- | ---------- |
| 1    | イギリス     | 3兆7550億ドル | 38.1%      |
| 2    | アメリカ     | 1兆9120億ドル | 19.4%      |
| 3    | シンガポール | 9290億ドル    | 9.4%       |
| 4    | 香港         | 6940億ドル    | 7.1%       |
| 5    | 日本         | 4330億ドル    | 4.4%       |
| 6    | スイス       | 3500億ドル    | 3.6%       |
| 7    | フランス     | 2140億ドル    | 2.2%       |
| 8    | ドイツ       | 1840億ドル    | 1.9%       |
| 9    | カナダ       | 1720億ドル    | 1.7%       |
| 10   | 中国         | 1530億ドル    | 1.6%       |

| 順位 | 通貨               | 取引額        | 世界シェア |
| ---- | ------------------ | ------------- | ---------- |
| 1    | アメリカドル       | 6兆6410億ドル | 88.5%      |
| 2    | ユーロ             | 2兆2930億ドル | 30.5%      |
| 3    | 日本円             | 1兆2530億ドル | 16.7%      |
| 4    | イギリスポンド     | 9690億ドル    | 12.9%      |
| 5    | 人民元             | 5260億ドル    | 7.0%       |
| 6    | オーストラリアドル | 4790億ドル    | 6.4%       |
| 7    | カナダドル         | 4660億ドル    | 6.2%       |
| 8    | スイスフラン       | 3900億ドル    | 5.2%       |
| 9    | 香港ドル           | 1940億ドル    | 2.4%       |
| 10   | シンガポールドル   | 1830億ドル    | 2.2%       |